# Audrey Azoulay
Audrey Azoulay (La Celle-Saint-Cloud, 4 d'agost de 1972) és una política francesa, ministra de cultura del govern francès de 2016 a 2017. El 10 de novembre de 2017 la Conferència General de la UNESCO la va escollir com a Director General.